# 南阿雷納爾
南阿雷納爾是哥倫比亞的城鎮，位於該國北部，由玻利瓦省負責管轄，始建於1650年，面積534平方公里，海拔高度65米，2005年人口7,364，人口密度每平方公里13.79人。